# Рунянкові
Рунянкові (Polytrichaceae) — родина мохів, єдина у монотиповому класі Polytrichopsida. Багаторічні акропокарпні (верхоплідні) мохи, що ростуть дернинками або групами, щільно покривають ґрунт в лісах, на болотах, у тундрі.

## Опис
Перистом простий, з 16, 32, 64 зубців, з'єднаних зверху округлою епіфрагмою. Стебло у підземній частині кореневищеподібне, горизонтальне, безлисте. У надземній — прямостояче, просте або розгалужене, з найскладнішою для мохоподібних будовою, диференційоване на тканини, часто з ризоїдною повстю. листки розташовані багаторядно. Стеблові листки звичайно з піхвою та асиміляційними пластинками.

## Класифікація
У родині 20 родів і близько 350 видів, що поширені в усіх частинах світу.
| - Alophosia - Atrichopsis - Atrichum - Bartramiopsis - Dawsonia |  | - Dendroligotrichum - Hebantia - Itatiella - Lyellia - Meiotrichum |  | - Notoligotrichum - Oligotrichum - Plagioracelopus - Pogonatum - Polytrichadelphus |  | - Polytrichastrum - Зозулин льон (Polytrichum) - Pseudatrichum - Psilopilum - Steereobryon |

У флорі України є чотири роди і 18 видів.